# Communauté de communes du Chemin des Dames
Pour les articles homonymes, voir Chemin des Dames.
La communauté de communes du Chemin des Dames (ou CCCD) est une communauté de communes française, située dans le département de l'Aisne.

## Historique
La communauté de communes a été créée par un arrêté préfectoral du 29 décembre 1995.
Dans le cadre de la mise en œuvre des dispositions de la loi no 2010-1563 du 16 décembre 2010 de réforme des collectivités territoriales a permis d'adopter, en décembre 2011, un premier schéma départemental de coopération intercommunale couvrant l'intégralité et qui prévoyait l'intégration de la commune de Chevregny  à la CCCD afin de supprimer la discontinuité géographique  entre la communauté de communes du Chemin des dames et la commune de Trucy. Cette intégration a été réalisée au 1er janvier 2013.
La communauté de communes, bien que dépassant de peu les 5 000 habitants, n'a pas été contrainte de fusionner avec une autre intercommunalité, afin d'atteindre le seuil de 15 000 habitants, bénéficiant d'une dérogation prévue par la loi portant nouvelle organisation territoriale de la République (Loi NOTRe) du 7 août 2015), car sa densité démographique est inférieure à la moitié de la densité nationale, dans un département lui-même moins dense que la moyenne départementale. Sa fusion avec la communauté de communes de la Champagne Picarde avait néanmoins été envisagée,.

## Territoire communautaire

### Composition
La communauté de communes est composée des 30 communes suivantes :

| Nom                        | Code Insee | Gentilé          | Superficie (km2) | Population (dernière pop. légale) | Densité (hab./km2) |
| -------------------------- | ---------- | ---------------- | ---------------- | --------------------------------- | ------------------ |
| Craonne (siège)            | 02234      | Craonnais        | 8,62             | 85 (2022)                         | 9,9                |
| Aizelles                   | 02007      | Aizellois        | 4,88             | 119 (2022)                        | 24                 |
| Aubigny-en-Laonnois        | 02033      | Albignyacois     | 4,41             | 101 (2022)                        | 23                 |
| Beaurieux                  | 02058      | Beaurivains      | 9,69             | 813 (2022)                        | 84                 |
| Berrieux                   | 02072      | Berrieusiens     | 4,98             | 177 (2022)                        | 36                 |
| Bouconville-Vauclair       | 02102      | Bouconvillois    | 13,04            | 184 (2022)                        | 14                 |
| Bourg-et-Comin             | 02106      | Bourcominois     | 5,12             | 809 (2022)                        | 158                |
| Braye-en-Laonnois          | 02115      | Brayois          | 8,09             | 189 (2022)                        | 23                 |
| Chermizy-Ailles            | 02178      | Chermizyacois    | 10,95            | 121 (2022)                        | 11                 |
| Chevregny                  | 02183      | Capricorniens    | 8,85             | 191 (2022)                        | 22                 |
| Corbeny                    | 02215      | Corbeniens       | 15,23            | 849 (2022)                        | 56                 |
| Craonnelle                 | 02235      | Craonnelois      | 5,91             | 118 (2022)                        | 20                 |
| Cuiry-lès-Chaudardes       | 02250      | Cuiryens         | 5,15             | 80 (2022)                         | 16                 |
| Cuissy-et-Geny             | 02252      | Cuissyacois      | 4,97             | 71 (2022)                         | 14                 |
| Goudelancourt-lès-Berrieux | 02349      | Goudelancourtois | 5,54             | 62 (2022)                         | 11                 |
| Jumigny                    | 02396      | Jumignyacois     | 2,49             | 62 (2022)                         | 25                 |
| Moulins                    | 02530      | Moulinois        | 1,6              | 77 (2022)                         | 48                 |
| Moussy-Verneuil            | 02531      | Moussyacois      | 6,43             | 139 (2022)                        | 22                 |
| Neuville-sur-Ailette       | 02550      | Neuvillois       | 4,45             | 119 (2022)                        | 27                 |
| Œuilly                     | 02565      | Uliacois         | 2,86             | 295 (2022)                        | 103                |
| Oulches-la-Vallée-Foulon   | 02578      | Oulchois         | 4,45             | 82 (2022)                         | 18                 |
| Paissy                     | 02582      | Paissois         | 7,08             | 79 (2022)                         | 11                 |
| Pancy-Courtecon            | 02583      | Pancyacois       | 6,37             | 56 (2022)                         | 8,8                |
| Pargnan                    | 02588      | Pargnantais      | 2,39             | 66 (2022)                         | 28                 |
| Ployart-et-Vaurseine       | 02609      | Ployartais       | 4,93             | 23 (2022)                         | 4,7                |
| Saint-Thomas               | 02696      | Saint-Thomasiens | 2,5              | 72 (2022)                         | 29                 |
| Sainte-Croix               | 02675      | Saint-Cruciens   | 3,35             | 130 (2022)                        | 39                 |
| Trucy                      | 02751      | Trucyens         | 3,01             | 141 (2022)                        | 47                 |
| Vassogne                   | 02764      | Vassognais       | 2,93             | 92 (2022)                         | 31                 |
| Vendresse-Beaulne          | 02778      | Vendressois      | 8,71             | 99 (2022)                         | 11                 |

### Démographie
| 1968  | 1975  | 1982  | 1990  | 1999  | 2009  | 2014  | 2020  |
| ----- | ----- | ----- | ----- | ----- | ----- | ----- | ----- |
| 4 484 | 4 175 | 4 230 | 4 309 | 4 616 | 5 205 | 5 428 | 5 492 |

## Organisation

### Siège
Le siège de la communauté de communes, est à Craonne, 1 rue de l'Eglise.

### Élus
La communauté de communes est administrée par son conseil communautaire, composé, pour la mandature 2020-2026, de 43 conseillers municipaux représentant chacune des communes membres et répartis en fonction de leur population de la manière suivante : 
 
- 5 délégués pour Beaurieux, Bourg-et-Comin, Corbeny ;

- 2 délégués pour Œuilly ;

- 1 délégué ou son suppléant pour les autres communes.
A la fin de la mandature 2014-2020, le président Jean-Paul Coffinet, maire de Beaurieux, est assisté de 5 vice-présidents, qui sont : 
1. Martine Bricot, maire de Pancy-Courtecon, chargée de la commission animation, culture et jeunesse ;
2. Philippe Deboudt, maire de Corbeny, chargé des dossiers travaux, bâtiments et espaces communautaires ;
3. Bruno Chevalier, maire de Œuilly, chargé de la commission économie, Habitat et aménagement du territoire ;
4. Claude Collange, maire de Neuville-sur-Ailette, chargé de la commission développement touristique, urbanisme communautaire et patrimoine historique ;
5. Hervé Girard, maire de Saint-Thomas, chargé de la commission protection de l’environnement.

À la suite du renouvellement intervenu lors des élections municipales de 2020, le conseil communautaire du 15 juillet 2020 a réélu son président, Jean-Paul Coffinet, maire de Beaurieux et désigné 4 vice-présidents qui sont, : 
1. Martine Bricot, maire de Pancy-Courtecon.
2. Hervé Girard, maire de Saint-Thomas.
3. Matthias Carpentier, maire de Jumigny.
4. Dany Vandois, maire de Corbeny.

Ils forment ensemble l'exécutif de l'intercommunalité pour le mandat 2020-2026 avec 5 autres membres : Franck Villequey, maire de Vassogne, Patrice Grandjean, maire-adjoint de Corbeny, Sébastien Franque, maire-adjoint d'Œuilly, Fabrice Beroudiaux, maire de Paissy et Tony Bridier, maire de Cuiry-lès-Chaudardes.

### Liste des présidents
| Période                                  | Période                       | Identité           | Étiquette | Qualité |
| ---------------------------------------- | ----------------------------- | ------------------ | --------- | --- |
| 1995                                     |                               | Philippe Malpezzii | UDF-DL    | Conseiller en gestion, attaché parlementaire de Paul Girod Maire d'Aizelles (1995 → 2008) Conseiller général de Craonne (1998 → 2004) |
|                                          |                               | Noël Genteur,      | IDG       | Éleveur agriculteur, Maire de Craonne (2004 → 2014) Conseiller général de Craonne (2004 → 2015)                                       |
| Les données manquantes sont à compléter. |                               |                    |           | |
| 2008                                     | En cours (au 28 juillet 2020) | Jean-Paul Coffinet |           | Lieutenant-colonel de pompiers professionnels Maire de Beaurieux (2009 → ) Réélu pour le mandat 2020-2026                             |

### Compétences
L'intercommunalité exerce les compétences qui lui ont été transférées par les communes membres, dans les condutions déterminées par le code général des collectivités territoriales. Il s'agit de : 
- Aménagement de l’espace : schéma de cohérence territoriale (SCoT) et schéma de secteur ;
- Développement économique : actions de développement économique, zones d'activité, politique locale du commerce et soutien aux activités commerciales d’intérêt communautaire et promotion du tourisme ;
- Aire d'accueil  des Gens du voyage ;
- Collecte et traitement des déchets des ménages et déchets assimilés.
- Protection et mise en valeur de l’environnement, le cas échéant dans le cadre de schémas départementaux et soutien aux actions de maîtrise de la demande d’énergie : actions de sensibilisation et de mise en valeur de l’environnement et des zones protégées, schéma d'aménagement et de gestion des eaux (SAGE) Aisne Vesles Suippe, création, co-gestion et co-animation d'une Réserve Naturelle Régionale ;
- Politique du logement et cadre de vie : participation à l’amélioration de l’habitat, opération programmée d'amélioration de l'habitat (OPAH), gestion de logements mis à disposition par les communes par le biais de baux à réhabilitation ;
- Actions sociales d’intérêt communautaire : politique enfance-jeunesse (0-17 ans), relais d’assistantes maternelles, centre de loisirs sans hébergement, actions à vocation intercommunale à destination des 12-17 ans et chantier d’insertion intercommunal ;
- Chemins : participation à l’entretien des chemins communaux et entretien des chemins de randonnée valorisés au titre de la politique départementale de randonnée à l’exclusion des chemins de grande randonnée ;
- Organisation de manifestations culturelles, festives et sportives à caractère communautaire
- Élaboration et mise en œuvre de projets culturels et artistiques à vocation intercommunale sur les temps scolaires.
- Mise en place d’une politique d’aide aux personnes suivant des formations en vue de l’obtention du « Brevet d’Aptitude aux Fonctions d’Animateur et du « Brevet d’Aptitude à la Fonction de Directeur ».
- Tourisme : plan d’actions de développement touristique, participation à la réhabilitation du patrimoine rural à vocation touristique, à l’exception des églises, développement de l’accueil des camping-cars, soutien et appui aux communes dans leurs actions de valorisation et d’embellissement floral, création de structures d’accueil touristique, chemins de randonnées à l’exclusion des chemins de grande randonnée, cCréation et mise à jour de supports de communication, mise en place d’une signalétique touristique sur le territoire ;
- Construction et grosses réparations de bâtiments destinés à être loués à la gendarmerie ;
- Gestion d’une école de musique
- Développement des services de proximité : plate-forme informatique
- Réseaux et services locaux de communications électroniques ;
- Service public d’assainissement non collectif (SPANC) : contrôle des installations, réhabilitation et animation.

### Régime fiscal et budget
La communauté de communes est un établissement public de coopération intercommunale à fiscalité propre.
Afin de financer l'exercice de ses compétences, la communauté de communes perçoit une fiscalité additionnelle aux impôts locaux des communes, sans fiscalité professionnelle de zone (FPZ ) et sans fiscalité professionnelle sur les éoliennes (FPE).